# Linz AG
Linz AG Linien sau Linz Linien GmbH este compania de transport public al orașului Linz. Este împreună cu celelalte firme Linz AG.

## Tramvai
Liniile de tramvai sunt:
| Linie | Direcție |
| ----- | --- |
| 1     | Auwiesen - Simonystraße - Remise Kleinmünchen - Neue Welt - Turmstraße - Unionkreuzung - Hauptbahnhof - Goethekreuzung - Taubenmarkt - Hauptplatz - Rudolfstraße - JKU \| Universität                                                                              |
| 2     | solarCity - solarCity-Zentrum - Bahnhof Ebelsberg - Hillerstraße - Hartheimerstraße - Hauderweg - Ebelsberg - Simonystraße - Remise Kleinm. - Neue Welt - Turmstraße - Unionkrz. - Hbh - Goethekrz. - Taubenmarkt - Hauptplatz - Rudolfstraße - JKU \| Universität |
| 3     | Traun Hauptplatz - Meixnerkreuzung - Doblerholz - Untergaumberg - Hbh - Goethekrz. - Taubenmarkt - Hauptplatz - Landgutstraße |
| 4     | Schloss Traun - Traun Hauptplatz - Meixnerkreuzung - Doblerholz - Untergaumberg - Hbh - Goethekrz. - Taubenmarkt - Hauptplatz - Landgutstraße |

## Autobuz
Liniile de autobuz sunt:
| Linie | Direcție |
| ----- | --- |
| 11    | Sporthalle Leonding - Limesstraße - Hart - Wegscheiderstraße - Seidelbastweg - Laskahofstraße - Mitterweg - Dürerstraße - Simonystraße - Ebelsberg - Florianerstraße - Bahnhof Ebelsberg- Pichling - Klettfischerweg - Pichlinger See                                               |
| 12    | Auwiesen - Mitterweg - Laskahofstraße - Salzburgerstraße - Landwiedstraße - Untergaumberg - Waldeggstraße - Hauptbahnhof - Volksgarten - Goethekreuzung - Humboldtstraße - Dinghoferstraße - Europaplatz - Gruberstraße - Lederergasse - Linke Brückenstraße - Ontlstraße - Karlhof |
| 17    | Hitzing - Hainzenbachstraße - Leonding Schule - Fernheizkraftwerk |
| 18    | Turmstraße - Betriebsgebäude 47 - Stahlwerk |
| 19    | Fernheizkraftwerk - Hbh. - Limesstraße - Meixnerkreuzung - Hart - Wegscheiderstraße - Seidelbastweg - Laskahofstraße - Mitterweg - Dürerstraße - Simonystraße - Ebelsberg - Florianerstraße - Bh Ebelsberg - Pichling - Klettfischerweg - Pichlinger See                            |
| 25    | Oed - Landwiedstraße - Stadlerstrasse - Turmstraße - Chemiepark - Franckstrasse - Europaplatz - Gruberstrasse - Lederergasse - Linke Brueckenstrasse - Ontlstrasse - Karlhof |
| 26    | St. Margarethen - Lüfteneggerstraße - Taubenmarkt - Theater - Ziegeleistraße - Stadion |
| 27    | Chemiepark - Franckstrasse - Rilkestraße - Waldeggstrasse - Kudlichstrasse - Froschberg - Theater - Museumstrasse - Lederergasse - Petzoldstrasse - Hafen - Industriezeile - Fernheizkraftwerk                                                                                      |
| 33    | Pleschinger See - Plesching - Altenberger Strasse - Sonnenbergerstrasse - Rudolfstraße - Knabenseminarstrasse - Biegung - Landgutstrasse - Riesenhof |
| 33a   | Plesching - Altenberger Strasse - Sonnenbergerstrasse - Rudolfstrasse |
| 38    | Jäger im Tal - Grünberg - Harbach - Karlhof - Leonfeldnerstrasse - Knabenseminarstrasse - Biegung - Rudolfstraße |

## Troleibuz
Liniile de troleibuz sunt:
| Linie | Directie                                   |
| ----- | ------------------------------------------ |
| 41    | Baintwiese - Laskahofstrasse - Hessenplatz |
| 43    | Stadtfriedhof Linz - Hessenplatz           |
| 45    | Hauptbahnhof - Stieglbauernstrasse         |
| 45a   | Froschberg - Stieglbauernstrasse           |
| 46    | Hafen - Froschberg                         |

## Alte
Liniile de autobuz mic de cartier sunt:
101, 102, 103, 104, 105, 106, 107, 108, 150, 191, 192.